# Margarochroma fuscalis
Margarochroma fuscalis là một loài bướm đêm trong họ Crambidae.